# Șoferul (film)
Șoferul (în engleză The Driver) este un film neo-noir de crimă din 1978 scris și regizat de Walter Hill. În rolurile principale interpretează Ryan O'Neal, Bruce Dern și Isabelle Adjani. O'Neal joacă rolul unui șofer evadat, urmărit pentru jaf, al cărui talent excepțional a făcut să nu fie prins. După o altă evadare de la poliție, un detectiv (Dern) încearcă să-l prindă pe șofer promițând grațiere unei bande dacă îl ajută să-l condamne într-un jaf. Șoferul cere ajutor de la Jucător pentru a-l induce în eroare pe detectiv. 

## Distribuție
- Ryan O'Neal - Șoferul
- Bruce Dern -  Detectiv
- Isabelle Adjani - Jucătorul
- Ronee Blakley - The Connection
- Matt Clark - Red Plainclothesman
- Felice Orlandi - Gold Plainclothesman
- Joseph Walsh - Glasses
- Rudy Ramos - Teeth
- Denny Macko - Exchange Man
- Frank Bruno - The Kid
- Will Walker - Fingers
- Sandy Brown Wyeth - Split
- Tara King - Frizzy
- Richard Carey - Floorman
- Fidel Corona - Card Player
- Victor Gilmour - Boardman
- Nick Dimitri - Blue Mask
- Bob Minor - Green Mask

## Moștenire
Filmul a devenit foarte popular și este adesea primul film prezentat în retrospectivele activității lui Hill.
Jocul video Reflections Interactive Driver (1999) folosește mai multe teme inspirate din acest film. 
Atât filmul lui Quentin Tarantino Pulp Fiction (1994) cât și Kill Bill: Volume 2 (2004) conțin referiri la acest film.
Filmul a influențat și Drive (2011), regizat de Nicolas Winding Refn.
Baby Driver (2017), regizat de Edgar Wright, a fost influențat de The Driver.